# Ist der Ruf erst ruiniert … (Lied)
Ist der Ruf erst ruiniert … ist ein Lied der deutschen Girlgroup Tic Tac Toe aus dem Jahr 2000.

## Entstehung und Veröffentlichung
Geschrieben und produziert wurde das Lied alleine von Torsten Börger.
Die Erstveröffentlichung von Ist der Ruf erst ruiniert … erfolgte als Single am 25. Mai 2000 bei RCA Records. Diese erschien als CD-Maxi-Single mit vier verschiedenen Versionen des Liedes (Katalognummer: 74321 75929 2). Am 29. Mai 2000 erschien das Lied als Teil von Tic Tac Toes dritten Studioalbum Ist der Ruf erst ruiniert … (Katalognummer: 74321 75930 2), dessen erste Singleauskopplung es ist.

## Inhalt
„Ist der Ruf erst ruiniert.

Lebt es sich recht ungeniert.

Jetzt geht der Spaß erst richtig los.

Ihr werdet uns jetzt nicht mehr los. (Nicht mehr los, nicht mehr los).“

## Musikvideo
Regie beim dazugehörigen Musikvideo führte Joern Heitmann

## Chartplatzierungen
| ChartsChartplatzierungen | Höchstplatzierung | Wochen |
| ------------------------ | ----------------- | ------ |
| Deutschland (GfK)        | 27 (9 Wo.)        | 9      |